# Cosmote

Bis Oktober 2015 benutztes Logo

Cosmote Mobile Telecommunications S.A. ist der größte Mobilfunkanbieter in Griechenland. Als 100-prozentige Tochter der OTE gehört das Unternehmen zum Konzern Deutsche Telekom.
Cosmote wurde 1997 als Gemeinschaftsunternehmen von OTE und Telenor gegründet. Seit seinem Start als dritter Anbieter eines GSM-Mobilfunknetzes in Griechenland im Jahr 1998, gilt das Unternehmen als Marktführer vor Vodafone Greece und Wind Hellas. Zusammen mit seinen Tochterunternehmen in weiteren europäischen Staaten hatte Cosmote im Jahr 2013 etwa 35,6 Millionen Kunden.
Telenor hat seit 2003 mehrfach Anteile an Cosmote abgegeben. Seit April 2008 besitzt OTE durch einen Squeeze-out der restlichen 1,5 % Anteile nun 100 % der Aktien, die inzwischen vor Vodafone die meisten Mobilfunkkunden in Griechenland hat.
In Nordmazedonien hatte Cosmote die zweite Mobilfunklizenz erworben und das GSM-Netz Cosmofon aufgebaut. Dieses ist im März 2009 aufgrund des Einstiegs der Deutschen Telekom bei OTE an die slowenische Telekom verkauft worden, da T-Mobile schon ein Netz betreibt und damit Marktführer ist. 2003 hat  Cosmote 85 % der Anteile des albanischen Netzbetreibers Albanian Mobile Communications erworben, der als eines der profitabelsten Unternehmen der Branche gilt und im Jahr 2015 in Telekom Albania umbenannt worden ist. Im April 2013 gab Cosmote den Verkauf von Globul an Telenor bekannt.  Cosmote hat außerdem Anteile an Telekom Romania sowie Magyar Telekom als auch Germanos SA.